# Dorados de Chihuahua
Para el equipo de baloncesto, véase Dorados de Chihuahua (baloncesto).
Los Dorados de Chihuahua es un equipo que participa en la Liga Mexicana de Béisbol con sede en Chihuahua, Chihuahua, México; y también compite en la Liga Estatal de Béisbol de Chihuahua.

## Historia
En lo que respecta al béisbol de la Liga Mexicana, Chihuahua ha contado con equipo durante tres épocas. 

### Primera época
"1940"
La primera fue en 1940, donde sólo había siete equipos en la liga y Chihuahua quedó en último lugar con 14 ganados y 67 perdidos, a 42 juegos del campeón Azules del Veracruz y a 16 juegos de su más cercano perseguidor que fueron los Tecolotes de Nuevo Laredo. Fue prácticamente debut y despedida del equipo profesional ya que la franquicia desapareció y para 1941 la liga tuvo 6 equipos.

### Segunda época
"1973-1982"
La segunda época fue a mediados de los 70's cuando la liga pasaba por una de sus mejores épocas. En 1973 la LMB estaba en expansión y surgieron como nuevos integrantes los Dorados de Chihuahua e Indios de Ciudad Juárez. En su temporada de debut, Dorados quedó en último lugar de la División Oeste a 44.5 juegos del líder Saraperos de Saltillo, el equipo fue dirigido por Mario Ruiz y terminó Mauro Contreras. Entre lo destacado para el equipo de la capital del estado grande se puede mencionar que el jugador de Dorados Ángel Bravo se llevó el título de bases robadas de la temporada con 39.
En 1974, Dorados queda en tercer lugar de su División a 18.5 juegos de Saltillo, el equipo fue manejado por Pedro González, y de nuevo Ángel Bravo fue el jugador que más destacó al terminar como líder en hits y robos, aunque después Bravo pasó a Sultanes de Monterrey.
Para 1975 Dorados tuvo su más cercana posibilidad de pasar a los playoffs, con Miguel Gaspar al mando, el equipo quedó a sólo medio juego de los playoffs, en la división calificaron Saltillo y Unión Laguna.
En 1976, Dorados obtuvo su mejor marca de la liga con 67 ganados y 68 perdidos, a un solo juego para promediar .500 en victorias y derrotas, y pese a ser uno de los mejores equipos en la liga, Chihuahua quedó en último lugar de su división, quedando a solamente 7 juegos del líder Saraperos y a 6 de poder lograr la postemporada por primera vez en su historia.

### Tercera época
"2007-2010"
La tercera y última época en la Liga Mexicana de Béisbol fue del 2007 al 2010, cuando el equipo de Tuneros de San Luis se mudó a la ciudad de Chihuahua. En su primera campaña terminaron con marca de 45 ganados y 63 perdidos siendo el séptimo lugar de la Zona Norte. El siguiente año el equipo mejoró y logró llegar a postemporada donde fue derrotado por los Acereros del Norte en 7 juegos de la primera ronda de playoffs. La temporada del 2009 no fue buena para el equipo al terminar en séptimo lugar de la Zona Norte con marca de 40 ganados y 67 perdidos.
En la temporada 2010 el equipo nuevamente llegó a la postemporada, esta ocasión al terminar como tercer lugar con marca de 59 ganados y 48 perdidos. El equipo rival fueron los Sultanes de Monterrey que los eliminaron en 5 juegos.
Para la temporada 2011 el equipo de Dorados no participó en la liga debido a que tuvieron problemas financieros junto a Tecolotes de Nuevo Laredo y la liga decidió excluirlos para esta temporada. Para la temporada 2012 los Dorados son vendidos y se mudan a la ciudad de Aguascalientes para convertirse en los Rieleros de Aguascalientes.

### Regreso a LMB
En diciembre de 2023, el equipo anunció su regreso a la Liga Mexicana de Beisbol tras 14 años de ausencia.

## Estadio

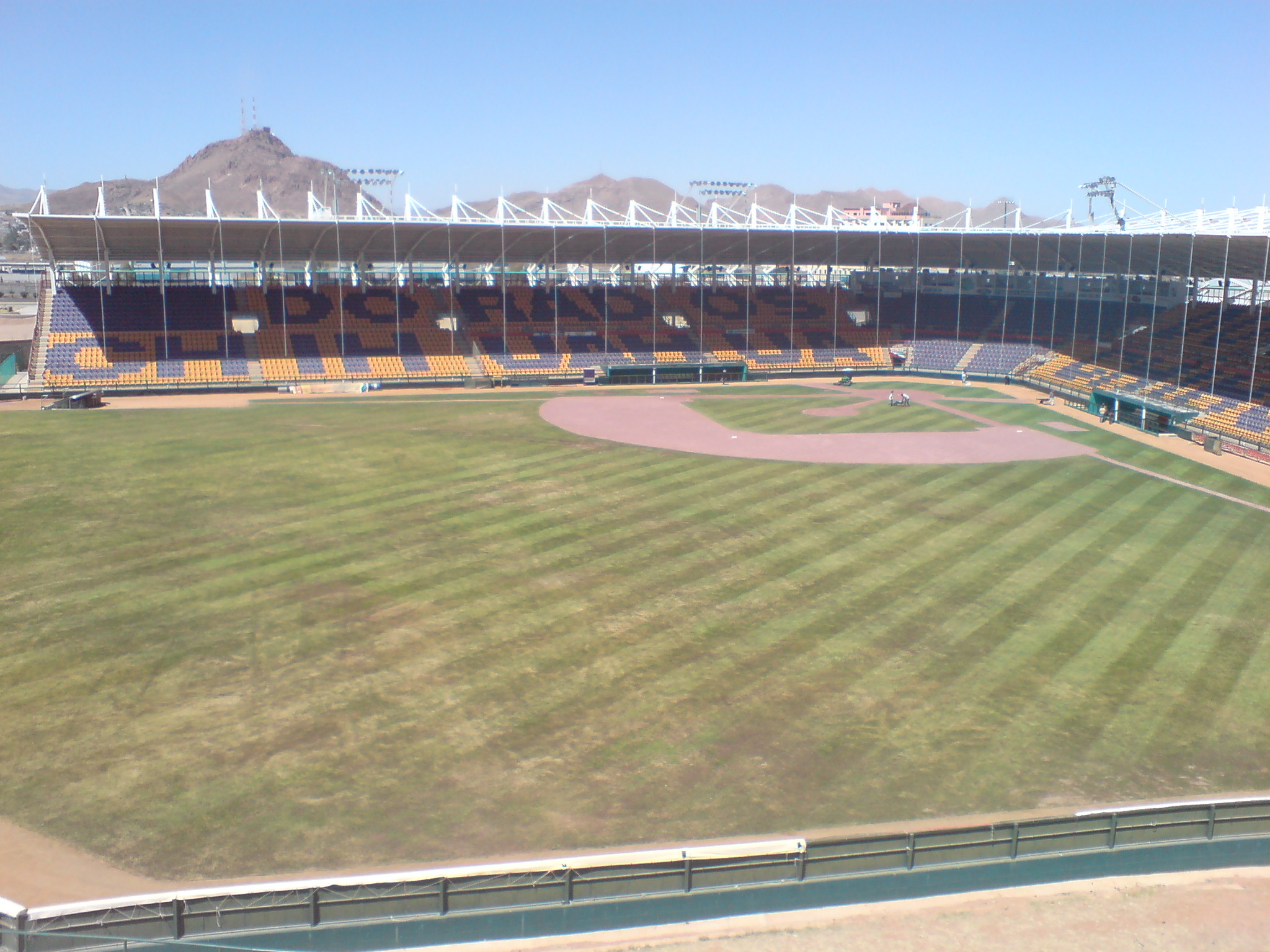
Estadio Monumental Chihuahua en el 2008.

El Estadio Monumental Chihuahua es un estadio de béisbol ubicado en Chihuahua, Chihuahua, México. Es casa de los Dorados de Chihuahua de la Liga Mexicana de Béisbol, así como de los Dorados de la Liga Estatal de Chihuahua. También es conocido como Gran Estadio Chihuahua.
El estadio fue construido en 2004 gracias al programa de apoyo al deporte en el estado impulsado por el entonces gobernador Patricio Martínez García.
El estadio es considerado uno de los más modernos y mejores estadios de béisbol de México. Cuenta con un estacionamiento con 3,850 cajones, así como con dos lagos artificiales que se ven desde las gradas.

## Jugadores

### Roster actual
"Temporada 2010"
| CATCHERS - 1 Isidro Piña - 20 Carlos González - 29 Héctor Hurtado - 38 Carlos Rodríguez INFIELDERS - 10 Omar Mendoza - 16 Alejandro Ahumada - 25 Alejandro Bobadilla - 24 Ramón Orantes - 44 José Castañeda - 51 Benjamín Gil - 78 Francisco Méndez OUTFIELDERS - 18 Wilfredo Arano - 19 Jacob Cruz - 26 Fernando Ríos - 42 Ricardo Gastélum - 57 Eder Salcedo - 59 Luis Carlos García |  | PITCHERS - 11 Ángel Araiza - 12 Oscar Bernal - 14 Eddy Ramos - 28 Humberto Montemayor - 34 José de Jesús Jiménez - 39 Ramón García - 46 Leo Medrano - 48 Mauro Nieblas - 54 Ángel Castro - 56 Miguel Ángel López - 58 José Silva - 77 Iván Córdova - 91 Makoto Suzuki - 93 Claudio Sánchez MÁNAGER - 3 Juan Francisco Rodríguez COACHES - 13 Jesús López - 9 Jesús Alfredo Arredondo - 23 Mercedes Esquer (pitcheo) - 48 Adolfo Navarro (bullpen) STAFF - 37 Salvador Tenorio (batboy) - 14 Enrique Amarillas (batboy) - Joan Treviño (preparador físico) - Israel Santillana (preparador físico) |

### Jugadores destacados
- James Collins.
- Ángel Bravo.
- Demond Smith.
- Mac Suzuki.
- Máximo de la Rosa.
- Pasqual Coco.
- Manny Martínez.
- Santo Alcalá.

### Números retirados
Ninguno.

### Novatos del Año
Ninguno.

### Campeones Individuales LMB

#### Campeones Bateadores
| Año  | Nombre        | Porcentaje |
| ---- | ------------- | ---------- |
| 1979 | James Collins | .438       |

#### Campeones Productores
| Año | Nombre  | Producidas |
| --- | ------- | ---------- |
| NA  | Ninguno | NA         |

#### Campeones Jonroneros
| Año | Nombre  | Jonrones |
| --- | ------- | -------- |
| NA  | Ninguno | NA       |

#### Campeones de Bases Robadas
| Año  | Nombre       | Bases |
| ---- | ------------ | ----- |
| 1973 | Ángel Bravo  | 39    |
| 2007 | Demond Smith | 40    |
| 2008 | Demond Smith | 38    |

#### Campeones de Juegos Ganados
| Año | Nombre  | Récord |
| --- | ------- | ------ |
| NA  | Ninguno | NA     |

#### Campeones de Efectividad
| Año  | Nombre     | Porcentaje |
| ---- | ---------- | ---------- |
| 2010 | Mac Suzuki | 2.89       |

#### Campeones de Ponches
| Año | Nombre  | Ponches |
| --- | ------- | ------- |
| NA  | Ninguno | NA      |

#### Campeones de Juegos Salvados
| Año  | Nombre            | Juegos |
| ---- | ----------------- | ------ |
| 2008 | Máximo de la Rosa | 29     |